# Estádio Municipal Antonio Carlos Magalhães
Estádio Municipal Antonio Carlos Magalhães – stadion piłkarski, w Porto Seguro, Bahia, Brazylia.